# Heinrich Müller (Mediziner, 1820)
Heinrich Müller (* 17. Dezember 1820 in Castell (Unterfranken); † 10. Mai 1864 in Würzburg) war ein deutscher Anatom und Hochschullehrer, der sich besonders mit dem Aufbau des menschlichen Auges beschäftigte.

## Leben
Heinrich Müller, der Sohn des Kanzleidirektors Gottlieb Müller und seiner Frau Philippine Meyer, studierte Medizin an den Universitäten zu München, Freiburg, Heidelberg, Würzburg und Wien. Am meisten beeinflussten ihn die Professoren Ignaz Döllinger (München), Friedrich Arnold (Freiburg), Jakob Henle (Heidelberg) und Carl von Rokitansky (Wien). 1842 wurde er in Würzburg promoviert.
Müller habilitierte sich 1847 an der Universität Würzburg für Anatomie. Sein Schwerpunkt war zunächst die pathologische Anatomie. Im Jahr 1848 war er zudem als Vertreter für den erkrankten Pathologen Bernhard Mohr (1809–1848) tätig und von 1848 bis 1849 leitete er die klinischen Sektionen. Als 1849 Rudolf Virchow an die Universität Würzburg kam und den Lehrstuhl für dieses Fach erhalten hatte, verlagerte Müller seine Arbeit auf das Gebiet der topografischen und vergleichenden Anatomie. Er war Gründungsmitglied der Physikalisch-Medizinischen Gesellschaft Würzburg. 1852 wurde Müller zum außerordentlichen Professor der vergleichenden und 1858 zum ordentlichen Professor der Vergleichenden und Topographischen Anatomie ernannt, zudem wurde er Vorstand der zootomischen Anstalt. In Würzburg zählte Albert von Koelliker, mit dem er eng zusammenarbeitete, zu seinem Freundeskreis. Müller gab auch Kurse zur systematischen Anatomie, zur Histologie und Mikroskopie. Er starb am 10. Mai 1864 im Alter von 43 Jahren an einer Gesichtsrose.
Als Forscher beschäftigte sich Müller besonders mit der Anatomie und Physiologie des Auges. Er nahm mikroskopische Untersuchungen am Tierauge vor, konzentrierte sich aber später auf das menschliche Auge. Er leistete entscheidende Beiträge zur Kenntnis der Anatomie des menschlichen Auges und der Sehnerven. Unter anderem entdeckte und beschrieb er 1856 die sogenannten Müllerzellen (Müllersche „Stützfasern“) in der Netzhaut des Auges und 1858 die Fibrae circulares des Ziliarmuskels. Müller gehört mit Albrecht von Graefe, Franciscus Cornelis Donders, William Bowman und Ferdinand von Arlt zu den weltweit führenden Ophthalmologen des 19. Jahrhunderts. Im Jahr 1860 wurde er zum Mitglied der Leopoldina gewählt.

## Schriften (Auswahl)
- Untersuchungen über den Bau der Retina des Menschen. 1856.
- Über die Wiedererzeugung neuer Knochenmasse und Bildung neuer Knochen. 1856.